# Château d'Issogne
Le château d'Issogne est l'un des plus importants châteaux de la Vallée d'Aoste. Il se situe au chef-lieu d'Issogne (la localité dénommée La place), et se présente comme une typique résidence seigneuriale de la Renaissance, créant un contraste avec l'austère manoir de Verrès, situé juste en face, de l'autre côté orographique de la Doire Baltée.
Sa cour intérieure est très célèbre, avec la fontaine du grenadier et les arcades décorées à fresque avec des scènes de vie quotidienne du bas Moyen Âge.

## Histoire

### Les origines

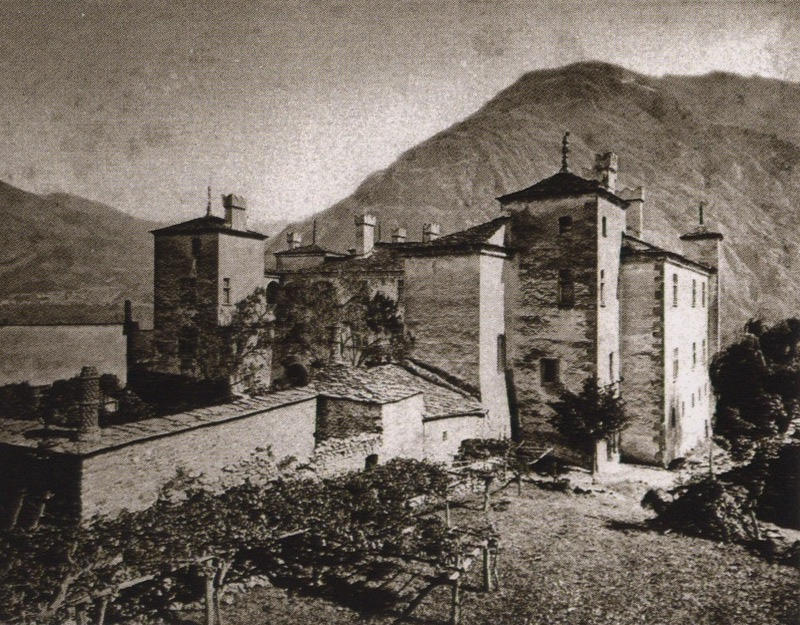
Le château en 1884, photographié par Vittorio Ecclesia.

Le premier document où ce château est cité est une bulle pontificale rédigée par Eugène III en 1151, attestant sa propriété à l'évêque d'Aoste. Sans doute, le site avait été le siège d'une villa romaine dès le Ier siècle av. J.-C., comme les fouilles ont démontré. Elle ressemblait sans doute à la villa romaine d'Aoste.
Issogne fut le siège d'une maison forte épiscopale jusqu'à 1379, similaire à la maison forte de la Villette à Cogne ou à la tour Colin à Villeneuve. En 1333, Aymon de Verrès, craignant la présence de l'évêque d'Aoste près de son territoire, attaque et détruit la maison forte épiscopale en accusant son propriétaire de l'avoir bâtie sans sa permission, et en l'incluant ainsi dans son fief.
En 1379 la juridiction du territoire de Verrès-Issogne est confiée à la maison de Challant et à son seigneur Yblet. Celui-ci commença les travaux de restauration et transforma la maison forte en un élégant château de style gothique courtois, avec une série de tours et de bâtiments à l'intérieur d'une enceinte.
En 1409, à la mort d'Yblet, le fief d'Issogne passa à son fils François, qui obtint en 1424 le titre de premier comte de Challant de la part de la maison de Savoie. Mais François mourut sans héritier, et une lutte de succession se déclencha en 1442 entre sa fille Catherine et son cousin Jacques de Challant-Aymavilles. Après des années, en 1456 Catherine céda ses propriétés à Jacques, qui devint ainsi le deuxième comte de Challant, et seigneur d'Issogne.

### L'époque d'or
Vers 1480, Louis de Challant, fils du comte Jacques, ordonne de nouveaux travaux de restauration, dont la plupart furent supervisés par le prieur Georges de Challant-Varey, le cousin de Louis, à qui la tutelle des deux jeunes héritiers Philibert et Charles, nés du mariage avec Marguerite de la Chambre, avait été confiée.
Georges ordonna la construction de nouveaux bâtiments de liaison entre ceux qui existaient déjà, en créant ainsi un palais en forme de fer-à-cheval autour d'une cour. C'est à cette époque que remontent les décorations des arcades, la chapelle et la fontaine du grenadier.
À l'époque d'or, le château hébergea des personnalités illustres, telles que le duc Sigismond de Luxembourg lors d'un voyage de retour en Allemagne en 1414, et le roi Charles VIII en 1496.
En 1509, à la mort de Georges, après la fin des travaux de restauration, Philibert devint le nouveau seigneur d'Issogne, il utilisa le château comme résidence personnelle et de sa famille, composée par sa femme Louise d'Aarberg et par son fils René. Sous René, le château atteignit sa plus haute splendeur, devenant siège d'une cour riche et raffinée.

### Le déclin et le réveil
N'ayant pas d'héritier male, en 1565 les propriétés de René passèrent à Jean-Frédéric Madruzzo, époux de sa fille Isabelle. Cet événement déclencha un conflit de succession entre la famille Madruzzo et les cousins d'Isabelle (les Challant), qui dura plus d'un siècle. Entretemps, la seigneurie d'Issogne et son château furent propriétés au début des Madruzzo, et ensuite des Lenoncourt, et passèrent enfin à Christine-Maurice del Carretto di Balestrina, en 1693. Le conflit se résolut en 1696, et Christine-Maurice del Carretto dut rendre Issogne à la maison de Challant. 
En 1802, avec la mort de Jules-Jacinthe, dernier comte de Challant, et l'extinction de la famille, le château, déjà en état d'abandon depuis des années, commença une période de décadence, où il fut entre autres dépouillé de son ameublement et de ses décors.
En 1872, le baron Marius de Vautheleret, l'actuel propriétaire, fut obligé de vendre le château aux enchères, qui fut acheté par le peintre turinois Victor Avondo, qui s'occupa de sa restauration et de la récupération de l'ameublement original ou de copies.
M. Avondo céda le château à l'état italien en 1907, et en 1948 il fut enfin acheté par la région autonome Vallée d'Aoste.

## Le château
La partie extérieure du château se présente comme une résidence fortifiée assez humble, sans décoration et aux petites tours angulaires dépassant à peine en hauteur le reste du bâtiment.
Le plan est quadrangulaire, dont trois côtés sont occupés par l'édifice, et le quatrième est constitué par un jardin à l'italienne à l'intérieur de l'enceinte.

### La cour

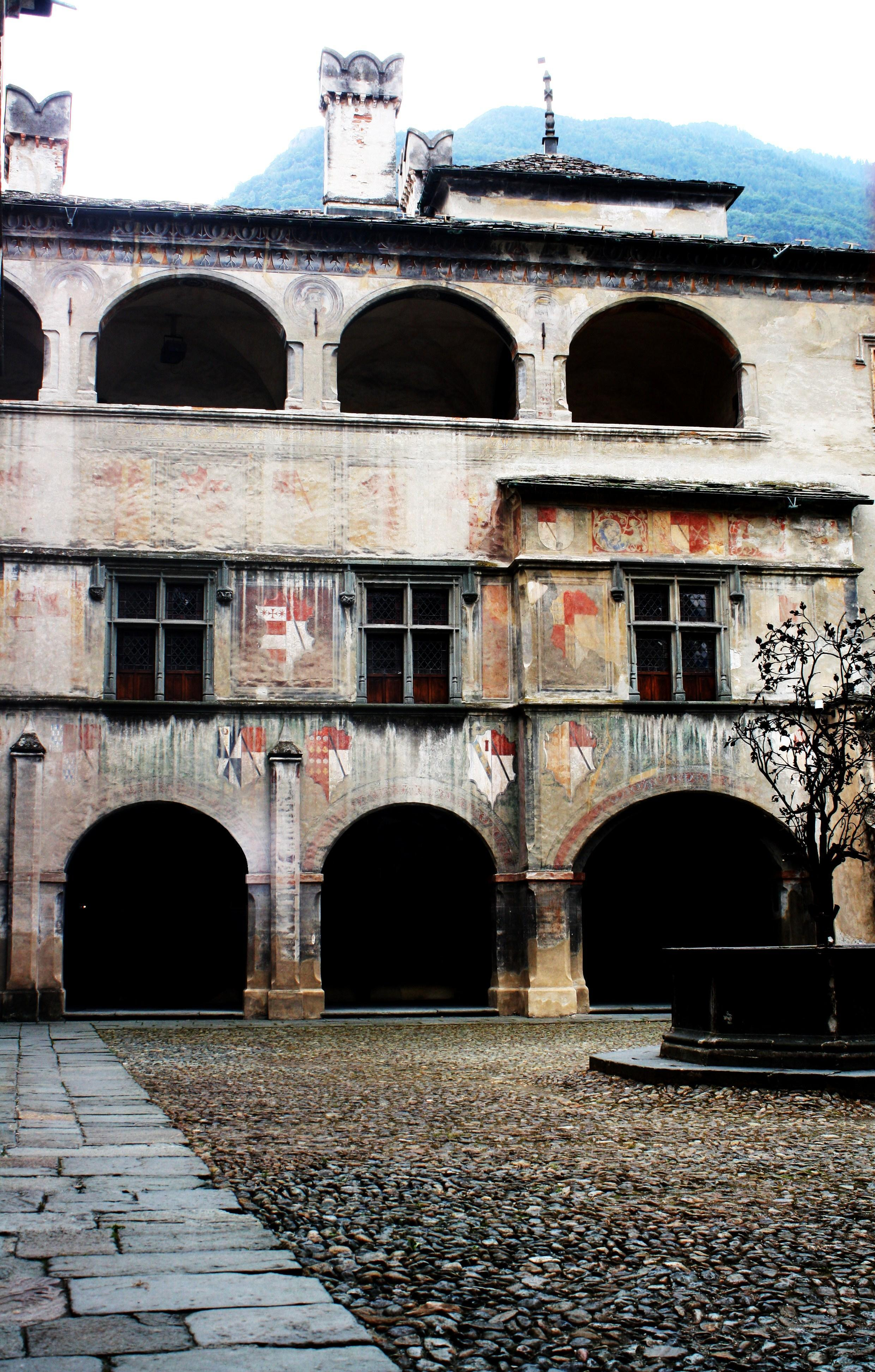
cour avec ses fresques et fontaine du grenadier à droite

La cour, limitée sur trois côtés par l'édifice et par le jardin, est l'un des endroits les plus charmants du château. L'ancien accès était par le portail principal sur la place du chef-lieu et qui mène aux arcades, tandis qu'aujourd'hui on utilise l'entrée secondaire du côté ouest.
Sur les façades donnant sur la cour on voit le « Miroir pour les enfants de Challant », une séquence de blasons à fresque représentant les branches de la maison de Challant et les principales affiliations de mariage, pour en garder le souvenir et le transmettre aux nouvelles générations. L'enceinte du jardin était autrefois décorée par de dessins monochromes de sages et de héros de l'antiquité, aujourd'hui presque complètement effacés.

Au centre de la cour se trouve la célèbre fontaine du grenadier, une fontaine en fer forgé, représentant un grenadier avec des feuilles de chêne sur une base octogonale en pierre aux fortes valeurs symboliques. Elle a sans doute été voulue par Georges de Challant comme cadeau de fiançailles pour son fils Philibert avec Louise d'Aarberg en 1502, et a une forte valeur symbolique, puisqu'elle unit les notions de fertilité et d'unité familiale représentées respectivement par le grenadier et par le chêne.
Sur le côté oriental de la cour sont situées des arcades avec un plafond en voûte, où s'ouvrait autrefois l'entrée principale du château. Les tympans sont décorés à fresque avec des scènes de vie quotidienne de l'époque des Challant, comme la garde, la boulangerie, l'atelier du tailleur, la charcuterie, l'épicerie et le marché. Ces décorations célèbrent aussi l'époque d'abondance et de paix qui les a vues naître.

### Le rez-de-chaussée

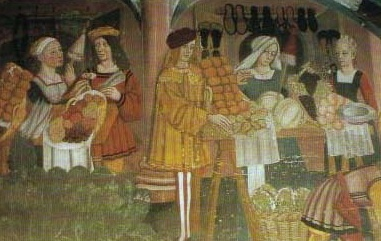
Détail des fresques des lunules des arcades, réalisées par le maître Colin.

Le château comprend cinquante chambres au total, dont une dizaine peuvent être visitées.

Une porte sous les arcades permet l'accès à la salle à manger, au plafond en voûte et à l'ameublement original du XVIIe siècle que Victor Avondo fit réaliser sur le modèle de la Renaissance. Des cuisines on accédait à cette salle par une ouverture dans le mur.

La cuisine était divisée en deux parties par une cloison en bois, où différents plats étaient préparés. Dans la partie la plus grande se trouvent la cheminée et le four, dans l'autre partie une cheminée plus petite et un évier.

Du côté nord, près de l'escalier, se situe la Salle de Justice, la chambre de représentation la plus importante du château. C'est une grande salle rectangulaire, dont les murs sont entièrement décorés à fresque par des scènes de chasse, de vie à la cour, des paysages et le Jugement de Pâris. Ces décorations ont été sans doute réalisées par le maître de Wuillerine, un artiste de l'école franco-flamande, comme on peut l'imaginer en raison des toits pentus et des moulins à vent. Il réalisa aussi un ex-voto pour la collégiale de Saint-Ours à Aoste.
Le plafond est en bois à la charpente apparente, des stalles sculptées sont aussi en bois, et ont remplacé les originaux en style gothique international. Au fond de la salle on peut admirer une grande cheminée en pierre décorée avec un lion et un griffon qui soutiennent les armes de la maison de Challant.
Les autres chambres du rez-de-chaussée insérées dans le parcours de visite sont le cellier, les chambres des cuisiniers et de l'épicier, les prisons, la salle des gardes et des chambres de service.

### Premier étage

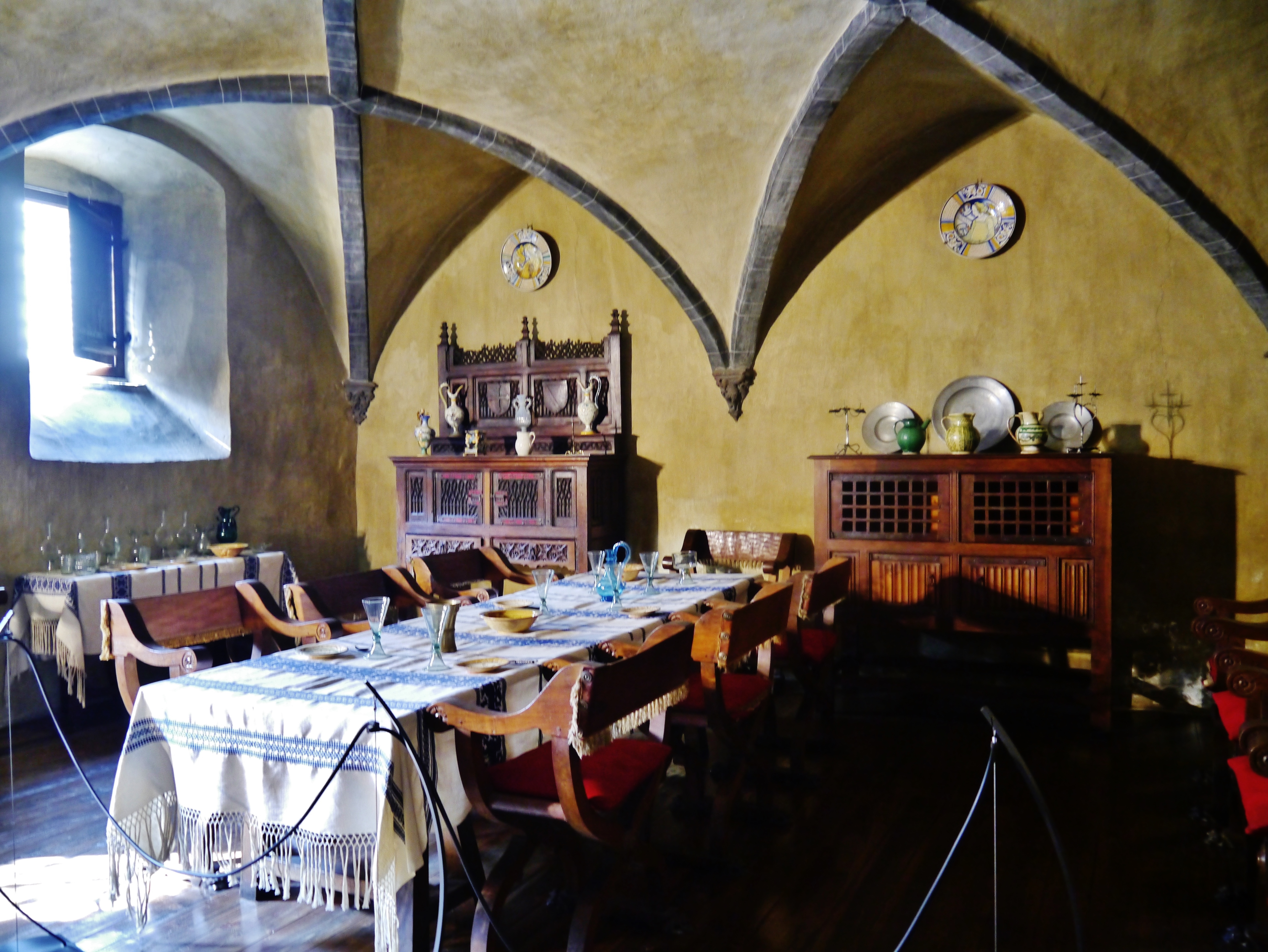
La salle à manger

Au premier étage se trouvaient les chambres des seigneurs d'Issogne, qui devinrent la résidence de Victor Avondo, lorsque celui-ci acheta le manoir au XIXe siècle.
On y accède par un escalier en colimaçon en pierre adjacent à la salle de la justice. Les blocs en pierre qui forment cet escalier sont trapézoïdaux, autour d'un cylindre central.
Une des premières chambres qu'on rencontre est la chambre de Marguerite de la Chambre, épouse de Louis de Challant, et ensuite celle de Mencia de Bragance, épouse de René de Challant.
La couverture est en bois, la charpente apparente, entre les poutres sur le plafond on voit les armes des de la Chambre. L'ameublement est dépouillé et comprend aussi une cheminée en pierre et un lit en baldaquin, copie du XIXe siècle provenant du château d'Ussel.
L'oratoire privé de Marguerite est adjacent à sa chambre, il est entièrement décoré à fresque avec l'Assomption de la Vierge, et le Martyre de Sainte Catherine et de Sainte Marguerite. Dans une décoration on voit Marguerite de la Chambre en prière avec deux belles-filles et ses trois filles.
La salle près de celle de Marguerite est appelée Chambre de Savoye dans l'inventaire rédigé en 1565, à la mort de René de Challant. Au fond de cette salle on voit une cheminée en pierre avec les armes de la maison de Savoie, et celles des maisons de Challant et de la Palud, unies après le mariage d'Amédée de Challant-Verey avec Anne de la Palud, les futurs parents du prieur Georges de Challant.
Cette salle a été aménagée selon le modèle de Victor Avondo du XIXe siècle, qui rassembla ici sa collection d'armes et d'armures d'époque, pour cette raison elle est appelée aussi Salle d'armes. Une série de meubles copies des originaux du XIXe siècle en style gothique international complètent l'ameublement.
Au premier étage on peut visiter aussi la chapelle, située sur le côté est, au-dessus du portail d'entrée. C'est une chambre longue et étroite, couverte en voûtes d'arêtes et divisée en quatre travées. Une paroi en bois divise la partie réservée aux seigneurs et celle réservée aux domestiques.
Les stalles en bois contre les murs sont des copies du XIXe siècle réalisées par Victor Avondo, tandis que l'autel est original, et remonte au XVIe siècle. Il fut récupéré par Avondo dans un magasin d'antiquités, après qu'il eut été vendu par les propriétaires précédents. Les volets du polyptyque de l'autel et les décorations de la chapelle, représentant des scènes de la Nativité, des prophètes, des Apôtres et des Docteurs de l'Église, ont été attribuées au maître Colin, le même artiste qui réalisa les décorations de la Collégiale de Saint-Ours à Aoste, dont Georges de Challant était le prieur.
On peut visiter aussi les chambres et les dégagements de René de Challant, de ses filles Philiberte et Isabelle, du cardinal Christophe Madruzzo (oncle de Jean-Frédéric Madruzzo, époux d'Isabelle de Challant), et la loggia.

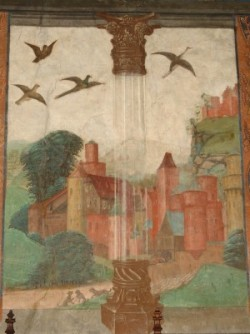
Fresque de la salle de justice.

### Second étage

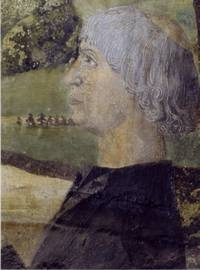
Portrait de Georges de Challant dans l'oratoire

On accède au second étage par l'escalier en colimaçon.

En correspondance des chambres de Marguerite de la Chambre, on peut admirer celles de Georges de Challant. Sa chambre à coucher, appelée aussi Chambre de Saint-Maurice en raison des décorations du plafond à caissons avec la croix des Chevaliers de Saint-Maurice, présente un ameublement semblable à celui de l'étage inférieur, avec un lit à baldaquin du XVIe siècle, une crédence et une chaise percée du XIXe siècle, que Victor Avondo fit réaliser en style gothique international. Cette chambre était chauffée par une cheminée en pierre décorée avec les armes de Georges de Challant soutenus par un griffon et par un lion.
De la chambre de Georges de Challant on accède à son oratoire privé, en correspondance de celui de Marguerite. Le plan est carré et il est assez petit, le plafond en voûtes d'arêtes est entièrement décoré à fresque avec des scènes de la Crucifixion, de la Piété et de la déposition du Christ dans le Saint Sépulcre. Georges, commanditaire de ces œuvres, est représenté agenouillé en prière au pied de la Croix.

Comme d'autres peintures du châteaux, ces fresques ont été restaurées en 1936.
De l'escalier principal on peut accéder à la Salle du roi de France, située près des chambres de Georges de Challant et au-dessus de la salle d'armes. Le nom dérive de la visite de Charles VIII en 1494. En 1500, cette chambre fut la chambre nuptiale de René de Challant et son épouse Mencia.

Le plafond est à caissons en bois, et le chauffage était assuré par une cheminée décorée aux fleurs de lys des armes du roi de France. Une partie de l'ameublement a été récupérée par Victor Avondo, comme le lit en baldaquin avec les armes des Challant-Aymavilles, achetés auprès d'un paysan d'Ussel (Châtillon), d'autres pièces sont des copies réalisées au XIXe siècle. 
Après la salle du roi, à travers des dégagements on rejoint la Salle de la Tour, à l'angle nord-occidental du manoir, la partie la plus ancienne du château. Les fenêtres permettaient de voir directement les manoirs d'Arnad, de Verrès et de Ville (à Challand-Saint-Victor), d'ici on pouvait donc envoyer des signaux. En cas de danger, les seigneurs auraient pu se sauver dans le château de Verrès, plus facile à défendre.
La dernière chambre ouverte aux visiteurs de cet étage se trouve après une loggia couverte par une voûte d'arêtes. Elle se trouve à l'extrémité sud-occidentale du château, et dans l'inventaire de 1565 elle était citée comme Chambre de l'Empereur, en raison de la visite de Sigismond de Luxembourg en 1414. La chambre est appelée aujourd'hui Chambre de la fille du comte, c'est-à-dire Isabelle de Challant, fille de René de Challant et de Mencia de Bragance. L'ameublement a été réalisé au XIXe siècle sur commande de Victor Avondo, tandis que le lit remonte au XIVe siècle. On peut admirer aussi la cheminée avec les armes de Georges de Challant.
Dans la partie orientale du manoir, non ouverte aux visiteurs, se trouvent une loggia avec des voûtes d'arêtes, en correspondance de la chapelle, des chambres, des dégagements, et l'escalier menant au grenier.
Selon la légende, les nuits de pleine lune dans ces chambres apparaît le fantôme de Blanche-Marie Gaspardone, première épouse de René de Challant, qui s'enfuit quelques mois après le mariage à cause de l'ennui qu'elle éprouvait pendant les longues périodes d'attente sans son mari. Elle fut condamnée à mort pour avoir tué son amant Ardizzino Valperga, et exécutée à Milan en 1526.

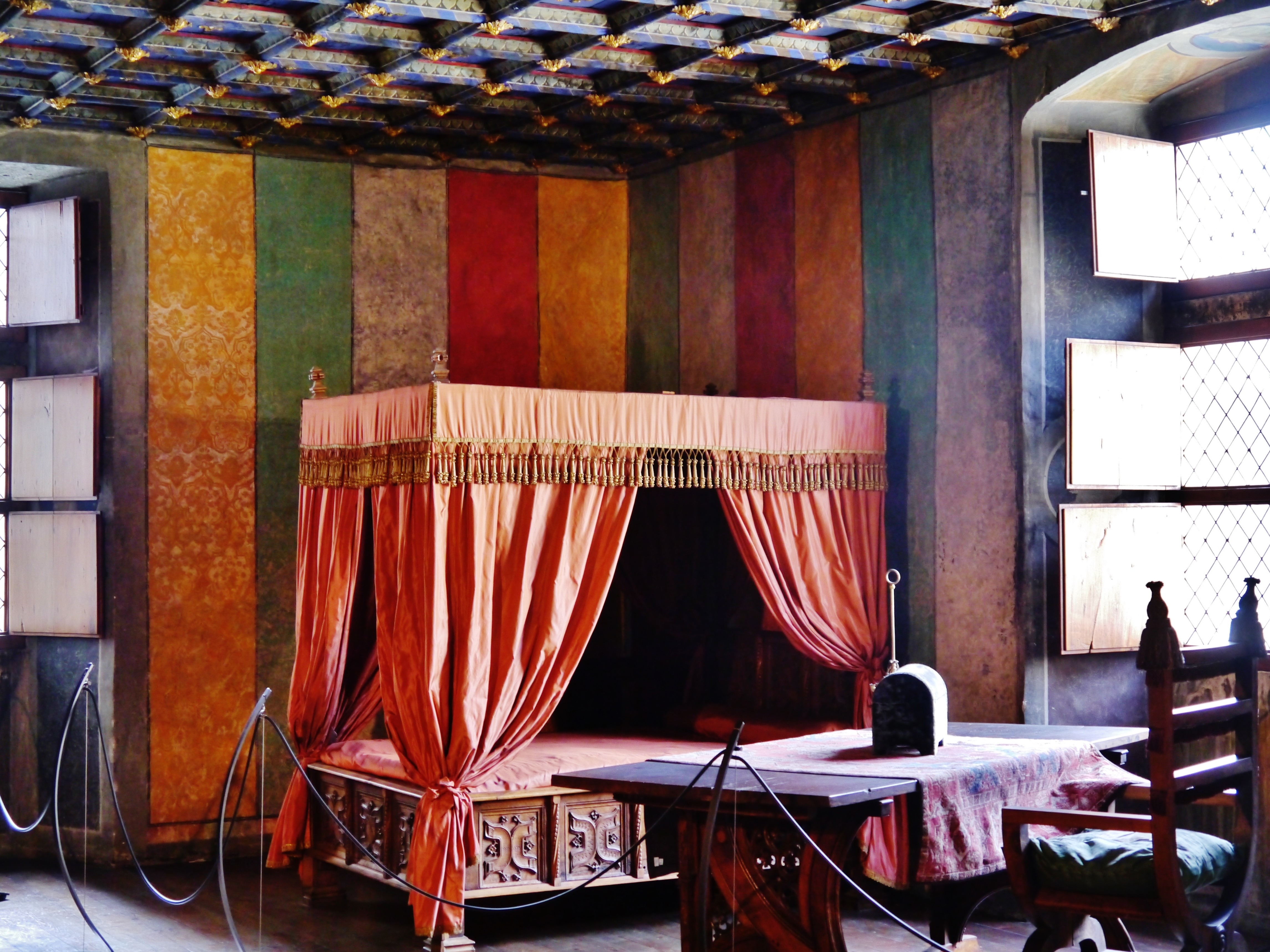
La salle du roi de France (photo de 1898).